# Campionati europei di nuoto di fondo 2025 - Gara a squadre
La gara a squadre ai campionati europei di nuoto di fondo 2025 si è svolta il 31 maggio 2025 a Cittavecchia. Hanno preso parte alla competizione 7 nazionali, composte da 4 atleti l'una

## Risultati
| Pos. | Squadra       | Tempo      | Gap      |
| ---- | ------------- | ---------- | -------- |
|      | Ungheria      | 1:03:39.45 |          |
|      | Italia        | 1:03:41.39 | +1.93    |
|      | Francia       | 1:03:41.72 | +2.26    |
| 4    | Germania      | 1:05:17.81 | +1:38.36 |
| 5    | Turchia       | 1:07:22.89 | +3:43.43 |
| 6    | Slovacchia    | 1:12:26.56 | +8:47.11 |
| 7    | Isole Fær Øer | 1:13:19.15 | +9:39.70 |